# 521e régiment de chars de combat
Pour les articles homonymes, voir 521e régiment.
Le 521e régiment de chars de combat (521e RCC) est une unité blindée de l'Armée de terre française dans les années 1920, stationné en Allemagne, en Tunisie et au Levant.

## Création et différentes dénominations
- mars 1923 : création du 521e régiment de chars de combat
- décembre 1925 : dissous
- Janvier 1926 : recréation
- Mai 1929 : dissous

## Chefs de corps
- 1925 : lieutenant-colonel Morand

## Historique

### De 1923 à 1925

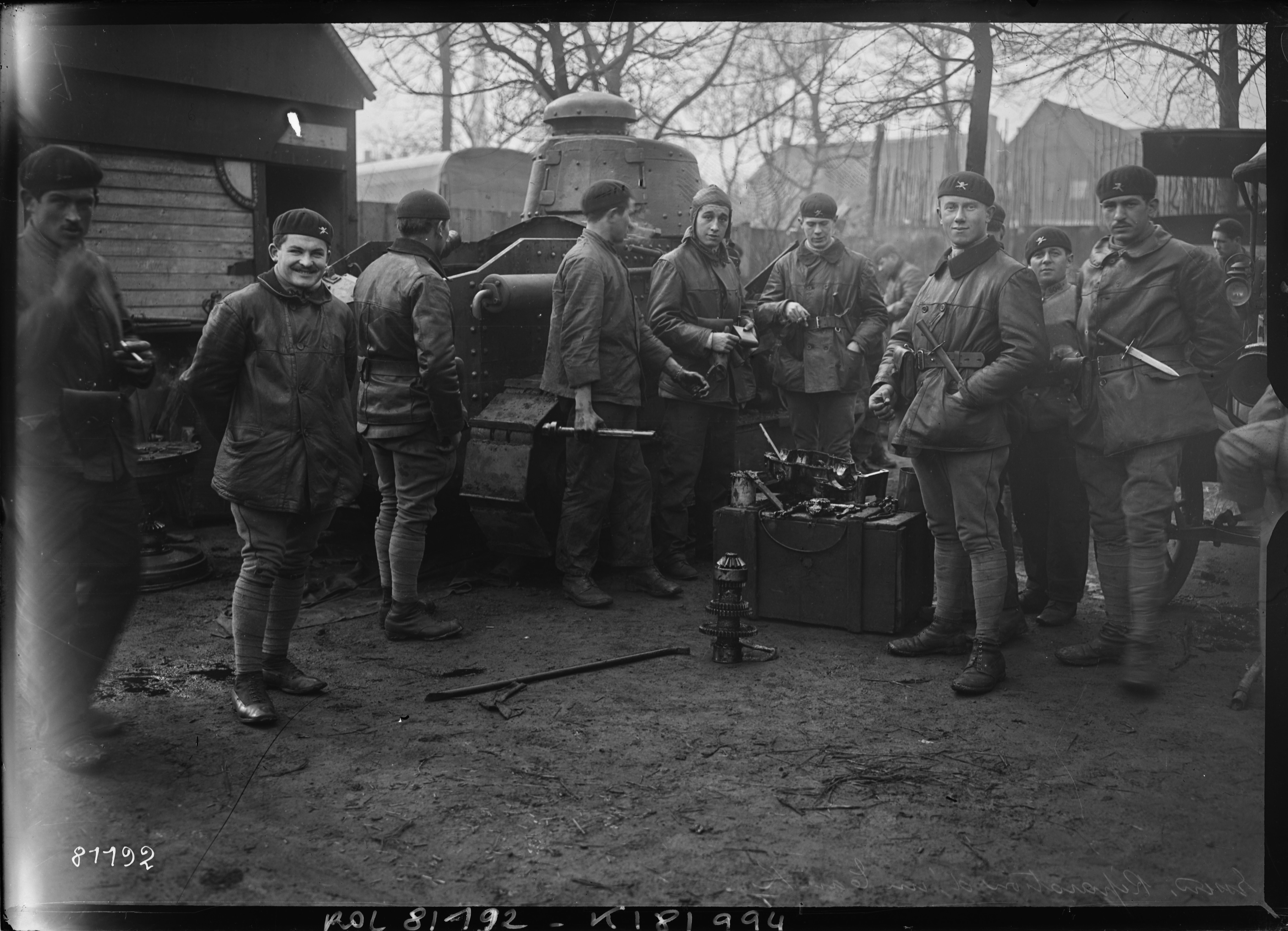
Militaires et char FT du à Essen en février 1923, quelques jours avant la création du.

Le régiment, équipé de chars Renault FT, est créé en Rhénanie occupée en mars 1923, à partir d'un bataillon du 504e régiment de chars de combat (ancien 11e bataillon de chars légers) et du Ier bataillon du 510e régiment de chars de combat (ancien 21e bataillon de chars légers). Il est dissous à Bonn en décembre 1925.
Sa 5e compagnie est envoyée en Syrie en septembre 1925 pour participer aux opérations contre la grande révolte syrienne.

### De 1926 à 1929
Le 521e RCC est recréé le 1er janvier 1926 à Bizerte en Tunisie, toujours avec des chars FT. Il détache au Levant deux compagnies qui vont, dès 1926, rejoindre la 5e compagnie restée sur place. Les trois compagnies forment le IIe bataillon du 521e RCC.
En mai 1929, le 521e RCC est dissous. À Bizerte, il forme le 61e bataillon de chars de combat et au Levant le IIe bataillon devient le 63e bataillon de chars de combat.

## Traditions

### Unités perpétuées
Le régiment conserve les traditions des 11e et 21e bataillons de chars légers de la Grande Guerre (compagnies AS 331-332-333 et 361-362-363).

### Étendard du régiment
Il porte, cousues en lettres d'or dans ses plis, les inscriptions suivantes :
- Levant 1926

### Décorations
La 5e compagnie portait la fourragère à la couleur de la croix de guerre des Théâtres d'opérations extérieurs.

## Source
1. 1 2 3 4  Jacques Sicard, « Les unités de chars au Levant, 1920-1946 », Militaria Magazine, nos 59-60,‎ juillet 1990, p. 78-82.
2. ↑  Jacques Sicard et Yves Béraud, « Les chars en montagne et le 504e RCCA », Militaria Magazine, no 148,‎ novembre 1997, p. 48-56
3. ↑  Stéphane Bonnaud, « Le 510e régiment de chars de combat : 1re partie, 1919-1938 », Militaria, no 440,‎ mai 2022, p. 26-33
4. ↑  Steven J. Zaloga, The Renault FT Light Tank, Londres, Osprey Publishing Ltd, coll. « Vanguard » (no 46), 1988, 48 p. (ISBN 978-0-85045-852-7), p. 40.
5. 1 2  Jacques Sicard, « Les bataillons de chars outre-mer 1919-1940 », Militaria Magazine, no 11,‎ juin 1986, p. 78-82
6. ↑  Auguste Édouard Hirschauer, « Annexe 2 : Notice Historique », dans Rapport fait au nom de la Commission de l'armée, chargée d'examiner le projet de loi adopté par la chambre des députés, relatif à la constitution des cadres et effectifs de l'armée, Impressions du Sénat (no 263), mars 1928 (lire en ligne), p. 209
7. ↑  Décision no 12350/SGA/DPMA/SHD/DAT du 14 septembre 2007 relative aux inscriptions de noms de batailles sur les drapeaux et étendards des corps de troupe de l'armée de terre, du service de santé des armées et du service des essences des armées, Bulletin officiel des armées, no 27, 9 novembre 2007
8. ↑  Serge Andolenko, Recueil d'historiques de l'arme blindée et de la cavalerie, Eurimprim, 1968 (lire en ligne), p. 193